# Museo della fabbrica d'armi
Il Museo della fabbrica d'armi (MUFAR) del comune di Mongiana (VV), in Calabria, espone in modo permanente reperti di archeologia industriale della sua passata attività. 
Inaugurato il 23 ottobre 2013, il museo è incentrato sulla storia del polo siderurgico di Mongiana, creato tra il XVIII e il XIX secolo durante il regno borbonico.
Nel 1872, cessate definitivamente le attività siderurgiche per mancanza di commesse, gli edifici industriali furono progressivamente abbandonati. Rivenduti alla fine del XIX secolo, divennero abitazioni e depositi.
Tra questi, l’ex Fabbrica d’Armi di Mongiana, riscoperta alla fine degli anni ’70 in stato di completo degrado, è stata oggetto di un accurato processo di recupero. Nell’ottobre del 2013 è stato ultimato il restauro architettonico con l’allestimento del Museo delle Reali Ferriere Borboniche.
Il progetto è stato curato dalla RA Consulting srl, coordinato dall’architetto Gennaro Matacena.
L'allestimento museografico è flessibile e articolato, con installazioni digitali interattive, e si sviluppa come un racconto coinvolgente della “Vicenda Mongiana”: estrazione del ferro, forza motrice, boschi e carbone, viabilità, tecnologie e produzioni, condizione operaia.
Le postazioni multimediali integrano l’esposizione documentando la storia industriale della Calabria, ancora poco conosciuta, che soprattutto nel XIX secolo si sviluppò nella trasformazione dei prodotti naturali della regione, quali seta, liquirizia, tonno, cannamela, bergamotto.
Dal punto di vista architettonico è interessante il fronte con trabeazione di ghisa (due colonne alte 4,80 metri con architrave istoriato) e, nell’atrio di ingresso una serliana formata da due colonne più due semicolonne alte 2,40 metri, anch’esse di ghisa.
La Fabbrica d’armi costituisce una delle prime testimonianze dell’uso in Italia della ghisa in edilizia. 
Il fronte, con la trabeazione interamente in ghisa, è composta da due colonne imponenti, alte ben 4.80 metri, e dall’architrave istoriato.
Due colonne e quattro semicolonne ancora in ghisa, alte la metà di quelle esterne, compongono una serliana “spaziale”

## Galleria d'immagini

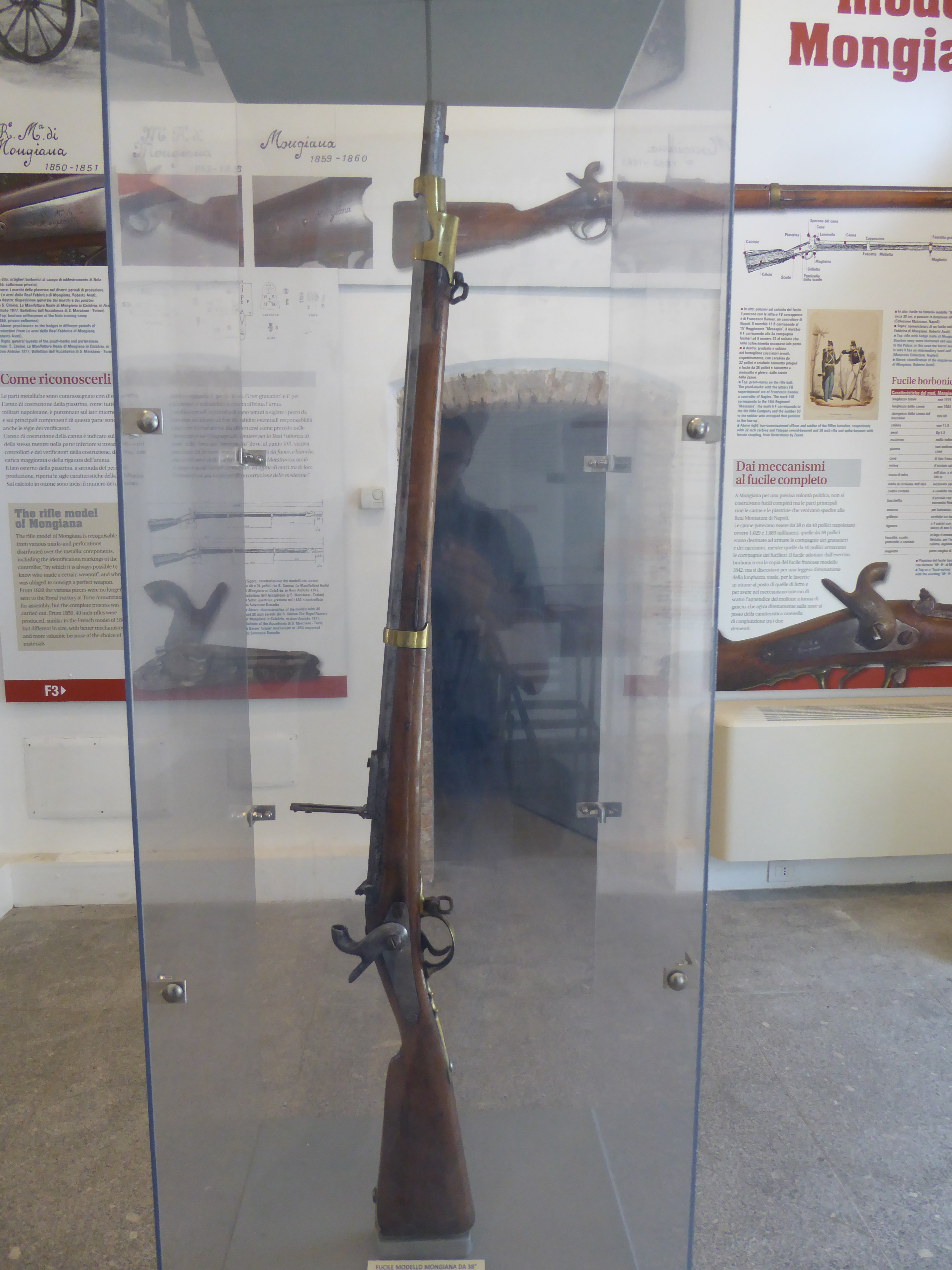
Fucile Mongiana
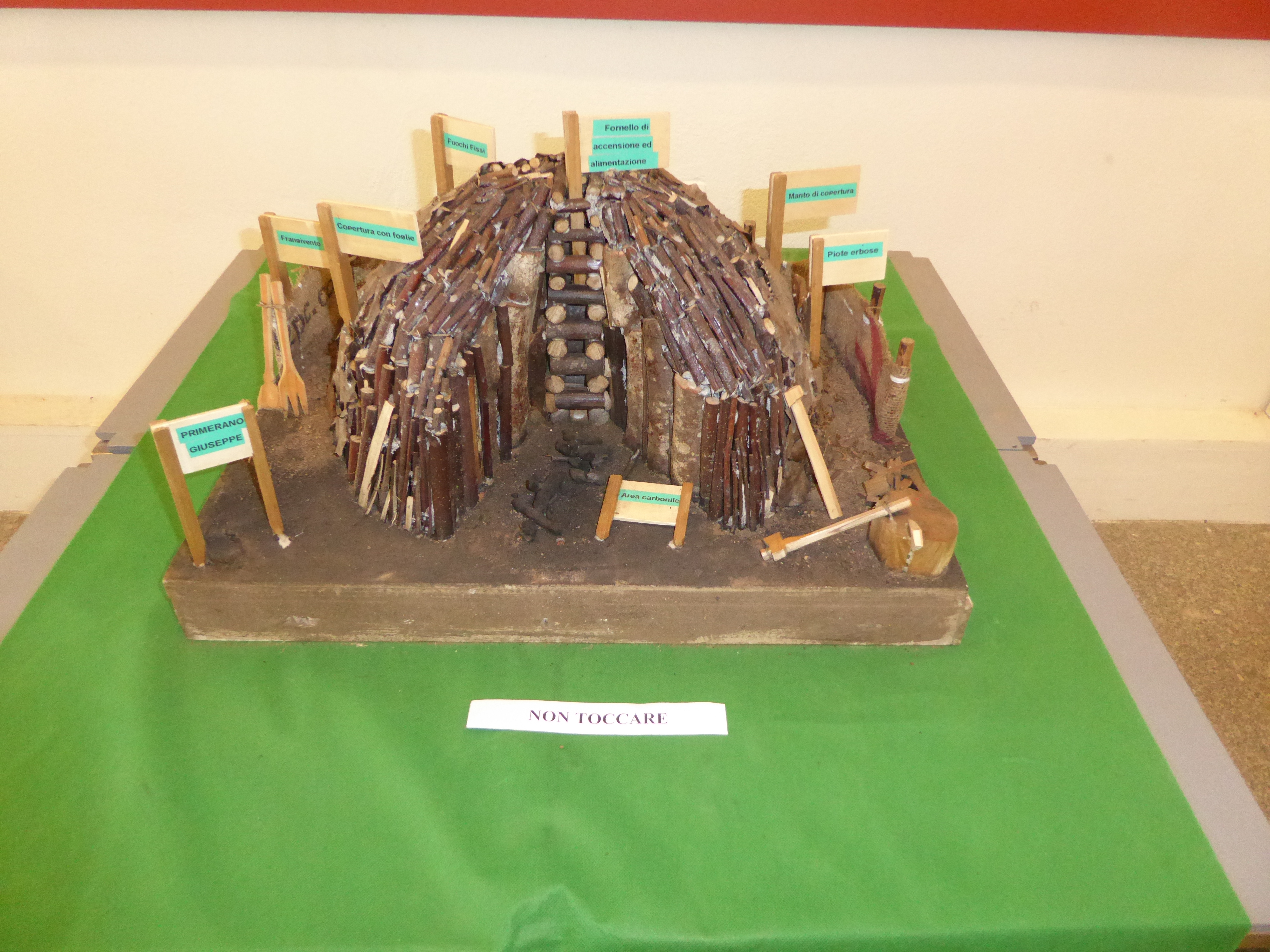
Modello di uno Scarazzu - Tecnica per creare carbone vegetale.Museo delle Reali Ferriere Borboniche
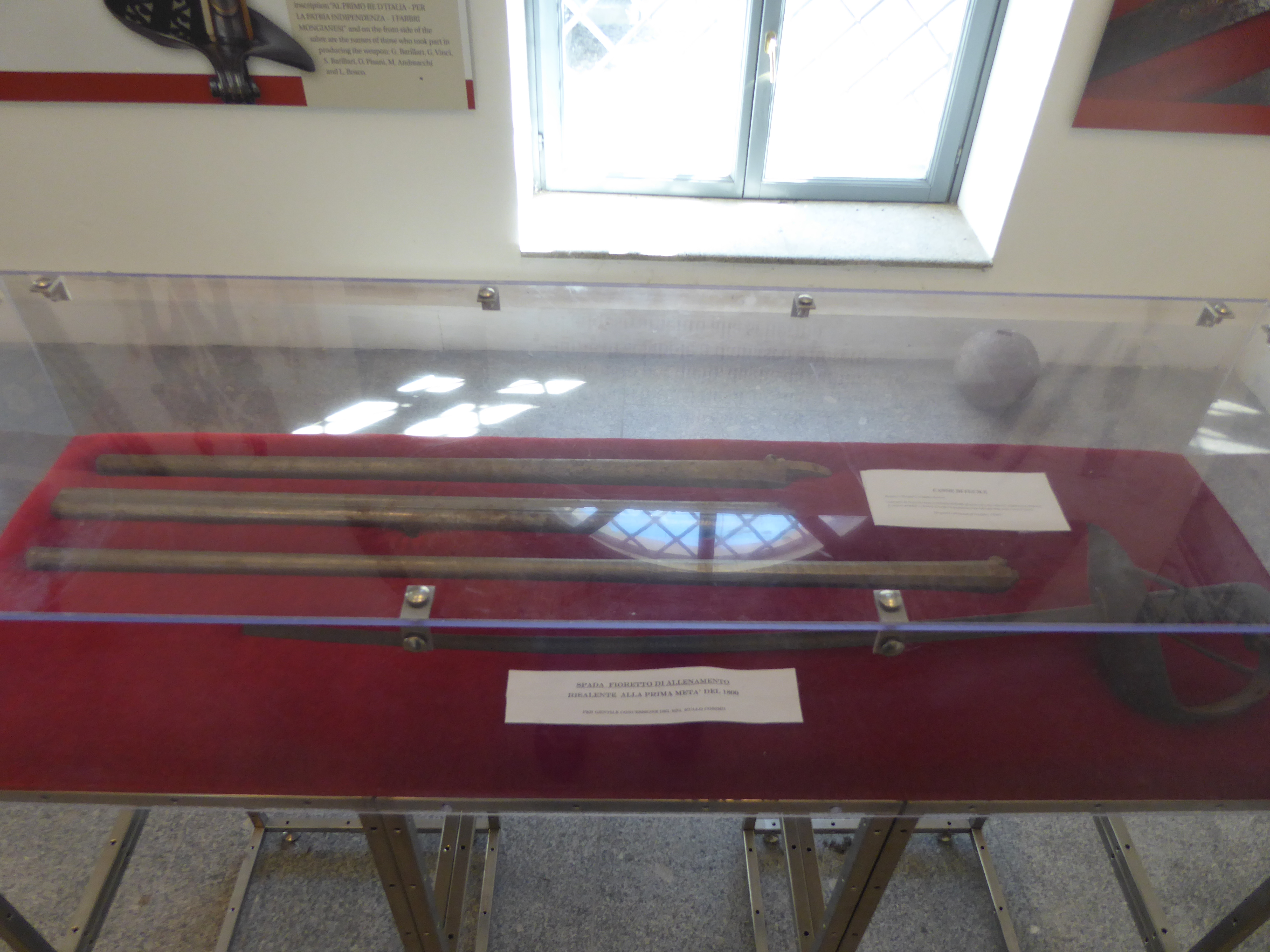
Spada Fioretto (Museo delle reali ferriere borboniche)
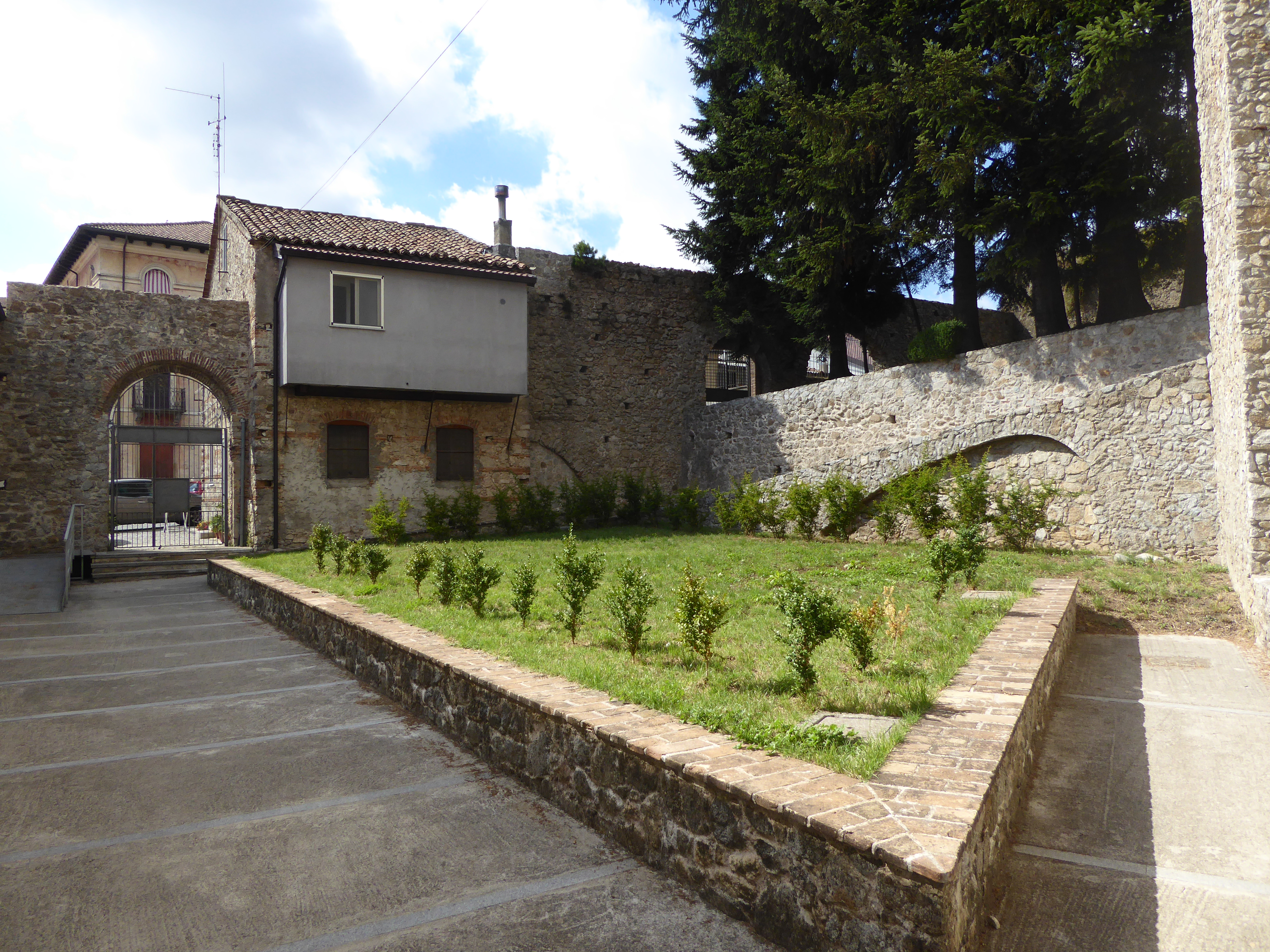
Museo delle Reali Ferriere borboniche - Giardino interno (agosto 2016)